# DFA Records
DFA Records je americké nezávislé hudební vydavatelství. Vzniklo v roce 2001 v New Yorku a jeho zakladateli byli producent Tim Goldsworthy, hudebník James Murphy a manažer Jonathan Galkin. Společnost vydávala nahrávky řady skupin a hudebníků, mezi něž patří například The Rapture, Shit Robot a The Juan MacLean, stejně jako Murphyho domovský projekt LCD Soundsystem. Původně vydavatelství vydávalo 12" gramofonové desky.